# 中国劳动组合书记部
中国劳动组合书记部，為中华全国总工会前身，由中国共产党于1921年成立，是中共首次设立的工人运动领导机构。「劳动组合」一词源于日语中的「労働組合」（ろうどうくみあい），即工会的意思。

## 歷史沿革
1921年8月11日，中国共产党根据中共一大决议，在上海成立了中國勞動組合書記部，张国焘担任书记部主任，办事机关设在上海北成都路19号（现上海市静安区成都北路899号），该组织是中国共产党首次设立的工人运动领导机构。成立同月，张国焘等26人发表《中国劳动组合书记部宣言》，创立了机关刊物《劳动周刊》。10月25日，中国劳动组合书记部組織发动上海英美烟厂工人9000多人，举行罢工，反对厂方无故开除工人。不久在北京（主任邓中夏）、武汉（主任林育南）、长沙（主任毛泽东）、广州（主任谭平山）、济南（主任王尽美）設立分部:86。
1922年5月1日，中国劳动组合书记部在广州召开了第一次全国劳动大会。邓中夏被选为书记。会后书记部机关由上海迁北京，以《工人周刊》为机关报。
中国劳动组合书记部参与了20世纪20年代的多次罢工事件，包括:
- 1922年1月的香港海员大罢工
- 1922年10月的开滦五矿大罢工
- 1922年9月的安源路矿工人大罢工（以毛泽东为主任的中国劳动组合书记部湖南分部幕后组织）
- 1923年2月的二七大罢工（以林育南为主任的中国劳动组合书记部武汉分部幕后组织）

二七大罢工后，书记部机关由北京迁上海。
1925年5月1日，中国劳动组合书记部在广州召开了第二次全国劳动大会，决定成立中华全国总工会，取代中国劳动组合书记部。